# Worthington, Minnesota
Worthington är administrativ huvudort i Nobles County i Minnesota. Orten har fått sitt namn efter svärmodern till grundaren A.P. Miller. Enligt 2010 års folkräkning hade Worthington 12 764 invånare.

## Kända personer från Worthington
- Wendell Butcher, utövare av amerikansk fotboll